# Härad
Härad je zemljopisna podjela koja se koristi u skandinavskim zemljama, a u svojim inačicama pod nazivom hundred i u Engleskoj i u SAD-u.
Povijesno se rabila za dijeljenje većih krajeva na manje upravne jedinice. Ini nazivi su wapentake, herred i härad.
Ime je izvedenica od broja sto (engl. hundred). U nekim područjima se odnosila na stotinu ljudi pod oružjem; u Engleskoj je to, primjerice, bila površina zemlje dostatna za izdržavati sto obitelji.
To je bio tradicionalni germanski sustav opisan još 98. godine. Opisao ga je Tacit pod nazivom centeni. 
Slični sustavi su se rabili u tradicionalnim upravnim režimima Kine i Japana.